# Holbergprijs
De Holbergprijs is een Noorse prijs, die sinds 2004 wordt toegekend aan wetenschappers die zich verdienstelijk hebben gemaakt op het terrein van de kunsten, de geesteswetenschappen, de sociale wetenschappen, het recht of de theologie. De prijs is genoemd naar de Noors-Deense auteur Ludvig Holberg.
De prijs bedraagt 4,5 miljoen Noorse kronen. Hij wordt toegekend door het Ludvig Holbergs minnefond, dat in 2003 door de Noorse regering in het leven werd geroepen en dat ook de Nils Klimprijs toekent, een prijs voor jonge wetenschappers in dezelfde vakgebieden. De uitreiking van de prijs vindt in juni plaats in de Håkonshallen in Bergen.

## Lijst van laureaten
- 2004  Julia Kristeva
- 2005  Jürgen Habermas
- 2006  Shmuel Eisenstadt
- 2007  Ronald Dworkin
- 2008  Fredric R. Jameson
- 2009  Ian Hacking
- 2010  Natalie Zemon Davis
- 2011  Jürgen Kocka
- 2012  Manuel Castells
- 2013  Bruno Latour
- 2014  Michael Cook
- 2015  Marina Warner
- 2016  Stephen Greenblatt
- 2017  Onora O'Neill